# Azeroth Choppers
Azeroth Choppers a fost un serial web săptămânal creat de Blizzard Entertainment care a rulat din 17 aprilie până la 5 iunie 2014. Prezintă pe Paul Teutul, Jr. (American Chopper) și compania sa Paul Jr. Designs construind motociclete bazate pe jocul MMORPG World of Warcraft.
Două echipe de constructori alese de Paul Jr., sub îndrumarea echipei de dezvoltatori de la  Blizzard, au proiectat și construit motociclete diferite care să reflecte cele două fracțiuni din World of Warcraft, Alianța și Hoarda. Chris Metzen, vicepreședintele Blizzard Creative Development, a fost conducătorul "Echipei Alianței" și Samwise Didier, manager senior Blizzard  responsabil pentru arta, a condus "Echipa Hoardei". La 29 mai a început un vot deschis pentru a se alege modelul câștigător, care va fi adaptat în jocul World of Warcraft, iar jucătorii facțiunii câștigătoare vor primi motociclete gratuit.
Voturile au fost numărate la 5 iunie 2014, motocicleta Hoardei fiind aleasă ca modelul câștigător. Ea a fost livrată gratuit tuturor jucătorilor Hoardei care s-au conectat între 24 iulie și 30 septembrie, înainte de lansarea World of Warcraft: Warlords of Draenor din noiembrie 2014. Motocicleta Alianței a fost pusă la dispoziție în decembrie 2014 contra aurului din joc.